# Deuxième circonscription de Laon (1875-1885)
Pour les articles homonymes, voir Deuxième circonscription de Laon.
La deuxième circonscription de Laon est une ancienne circonscription législative de l'Aisne sous la Troisième République de 1875 à 1885.

## Description géographique et démographique
La 2e circonscription de Laon regroupe la partie ouest de l'arrondissement de Laon. Elle était l'une des 8 circonscriptions législatives du département de l'Aisne.
Elle regroupait les divisions administratives suivantes : le canton d'Anizy-le-Château, le canton de Chauny, le canton de Coucy-le-Château, le canton de Crécy-sur-Serre et le canton de La Fère.
La loi du 16 juin 1885 supprime la circonscription avec la disparition du scrutin uninominal à deux tours par arrondissement pour l'introduction du scrutin de liste à deux tours dans le cadre du département. Après l'introduction de ce nouveau système pour les élections législatives de 1885, celui-ci disparaît pour élections suivantes de 1889 avec le rétablissement du scrutin uninominal à deux tours. La circonscription est recrée dans les mêmes limites par la loi du 13 février 1889.

## Historique des députations
| Législature      | Début           | Fin             | Député          | Parti / Idéologie | Parti / Idéologie | Observation                         |
| ---------------- | --------------- | --------------- | --------------- | ----------------- | ----------------- | ----------------------------------- |
| Ire législature  | 8 mars 1876     | 25 juin 1877    | Charles Fouquet |                   | Républicain       | Propriétaire-agriculteur et sucrier |
| IIe législature  | 7 novembre 1877 | 27 octobre 1881 | Charles Fouquet |                   | Républicain       | Propriétaire-agriculteur et sucrier |
| IIIe législature | 28 octobre 1881 | 9 novembre 1885 | Charles Fouquet |                   | Républicain       | Propriétaire-agriculteur et sucrier |

## Historique des résultats

### Élections de 1876
Les élections législatives françaises de 1876 ont eu lieu le 20 février et le 5 mars 1876.
|                | Charles Fouquet | Centre gauche  | 11 127 | 61,70  |  |  |
|                | Ernest Hébert   | Bonapartiste   | 6 906  | 38,30  |  |  |
|                |                 |                |        |        |  |  |
| Inscrits       | Inscrits        | Inscrits       | 22 659 | 100,00 |  |  |
| Abstentions    | Abstentions     | Abstentions    | 4 454  | 19,66  |  |  |
| Votants        | Votants         | Votants        | 18 205 | 80,34  |  |  |
| Blancs et nuls | Blancs et nuls  | Blancs et nuls | 172    | 0,94   |  |  |
| Exprimés       | Exprimés        | Exprimés       | 18 033 | 99,06  |  |  |

### Élections de 1877
Les élections législatives françaises de 1877 ont eu lieu le 14 et 28 octobre 1877.
|                  | Charles Fouquet* | Centre gauche  | 11 481 | 59,35  |  |  |
|                  | René Jacquemart  | Conservateur   | 7 864  | 40,65  |  |  |
|                  |                  |                |        |        |  |  |
| Inscrits         | Inscrits         | Inscrits       | 22 887 | 100,00 |  |  |
| Abstentions      | Abstentions      | Abstentions    | 3 408  | 14,89  |  |  |
| Votants          | Votants          | Votants        | 19 479 | 85,11  |  |  |
| Blancs et nuls   | Blancs et nuls   | Blancs et nuls | 134    | 0,69   |  |  |
| Exprimés         | Exprimés         | Exprimés       | 19 345 | 99,31  |  |  |
| * député sortant |                  |                |        |        |  |  |

### Élections de 1881
Les élections législatives françaises de 1881 ont eu lieu les 21 août et 4 septembre 1881.
|                  | Charles Fouquet* | Gauche républicaine | 13 440 | 100,00 |  |  |
|                  |                  |                     |        |        |  |  |
| Inscrits         | Inscrits         | Inscrits            | 22 496 | 100,00 |  |  |
| Abstentions      | Abstentions      | Abstentions         | 6 964  | 30,96  |  |  |
| Votants          | Votants          | Votants             | 15 532 | 69,04  |  |  |
| Blancs et nuls   | Blancs et nuls   | Blancs et nuls      | 2 092  | 13,47  |  |  |
| Exprimés         | Exprimés         | Exprimés            | 13 440 | 86,53  |  |  |
| * député sortant |                  |                     |        |        |  |  |